# Cinais
Cinais ist eine französische Gemeinde mit 378 Einwohnern (Stand: 1. Januar 2022) im Département Indre-et-Loire in der Region Centre-Val de Loire. Sie gehört zum Arrondissement Chinon und zum Kanton Chinon. Die Einwohner werden Cinaisiens genannt.

## Geographie
Cinais liegt an der Vienne, die die nördliche Gemeindegrenze ist. Hier mündet auch der Nebenfluss Négron. Umgeben wird Cinais von den Nachbargemeinden Beaumont-en-Véron im Norden, Chinon im Nordosten und Osten, La Roche-Clermault im Osten und Südosten, Seuilly im Süden sowie Thizay im Westen.

## Bevölkerungsentwicklung
| Jahr                       | 1962 | 1968 | 1975 | 1982 | 1990 | 1999 | 2006 | 2017 |
| Einwohner                  | 337  | 315  | 292  | 405  | 430  | 438  | 438  | 423  |
| Quellen: Cassini und INSEE |      |      |      |      |      |      |      |      |

## Sehenswürdigkeiten
- Kirche Saint-Hilaire aus dem Jahre 1860
- Windmühlen

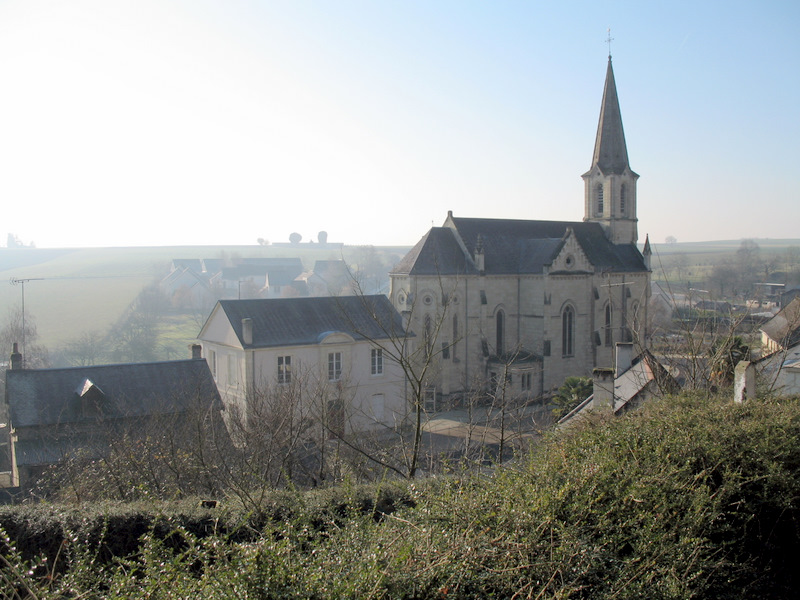
Kirche Saint-Hilaire
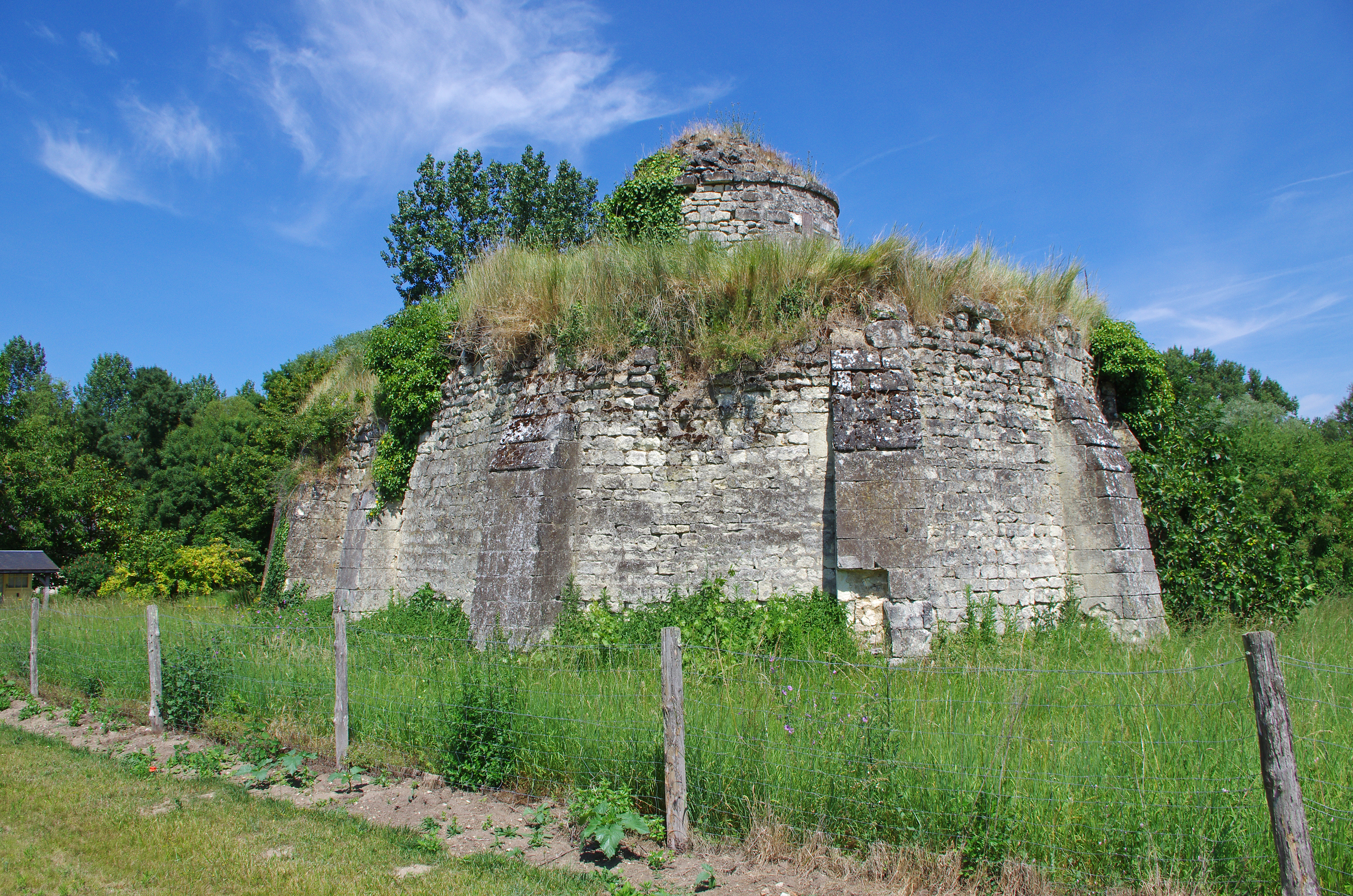
Reste einer Windmühle